# Ян Оцеський
Ян Оцеський (пол. Jan Ocieski; 1501 — 12 травня 1563, Краків) — польський шляхтич, державний діяч Королівства Польського часів правління королів Сигізмунда I Старого та Сигізмунда II Августа, визначний красномовець свого часу, дипломат. Був другом відомого українського (русинського) публіциста Станіслава Оріховського-Роксолана.

## Життєпис

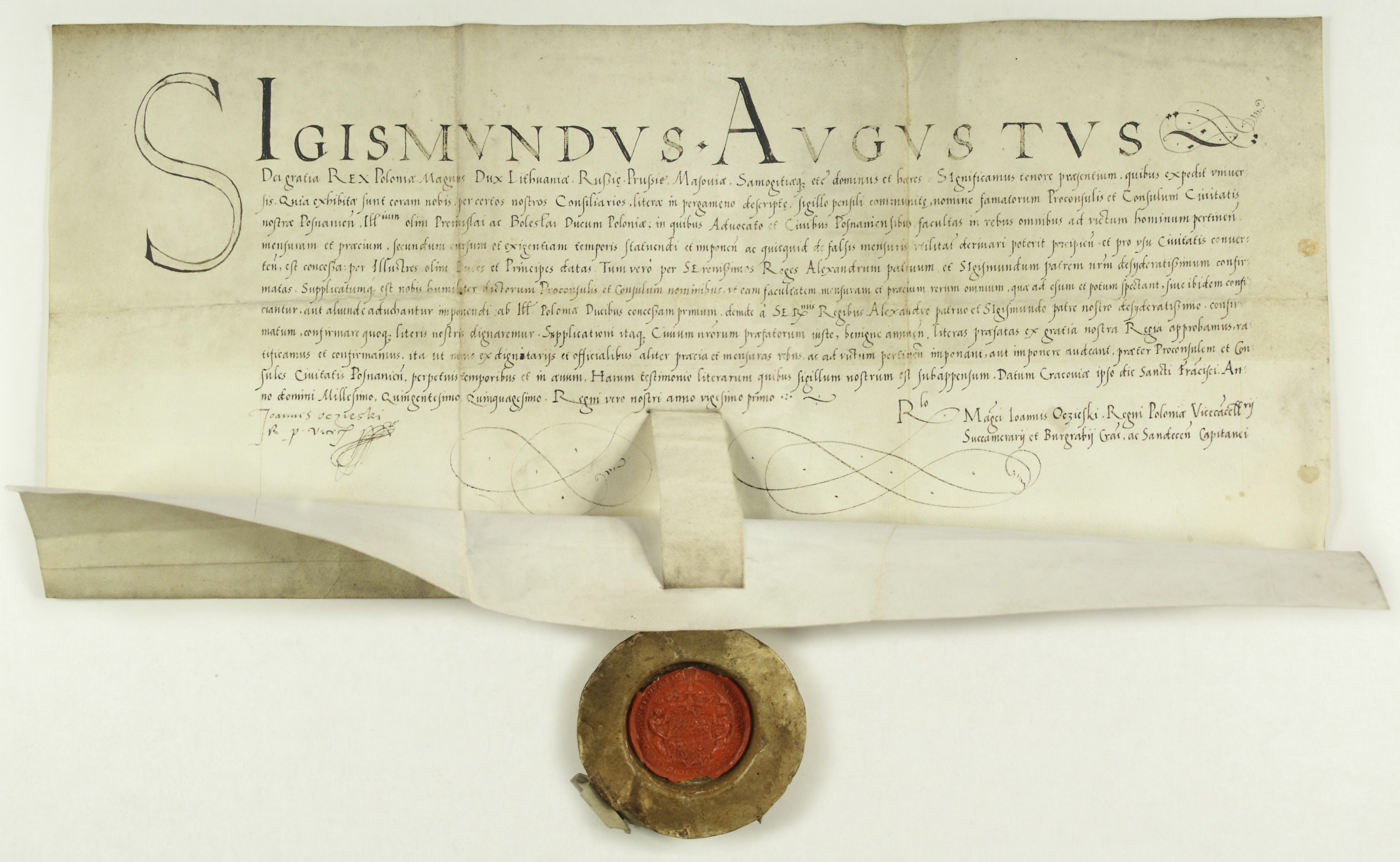
Підпис Яна Оцеського на документі Сиг. ІІ Августа (збірка Державного архіву в Познані)

Походив із заможної родини Оцеських. Батько — Рафал Оцеський (?—1538), бахмістр бохенський, протопласт малопольської гілки роду Оцеських, син Мацея з Оцешина. Матір — дружина батька Зофія (пом. не раніше 1544, її рід невідомий)
Замолоду перейшов на державну службу, зробивши гарну кар'єру при останніх Ягелонах. У 1530, 1533 та 1543 роках виконував дипломатичні доручення короля Сигізмунда I в Османській імперії. У 1540 році проводив перемовини з імператором Священної Римської імперії Карлом V Габсбургом стосовно взаємодії проти османів. У 1541 році очолював посольство до Риму, де йшлося про координацію зусиль всередині й за межами країни з папою римським Павлом III.
У 1544 році Ян Оцеський став секретарем короля, а у 1545 році призначається великим коронним референдарем. У 1546 році обіймав посаду каштеляна завихостського, у 1547 — каштелян бецького. Після смерті Сигізмунда I підтримував королеву Бону в її внутрішніх інтригах. Завдяки цьому 1550 року Оцеський став підканцлером коронним, у 1552 — великим коронним канцлером. У 1553 році призначається старостою краківським. Після того, як Бона Сфорца залишила країну, Ян Оцеський перейшов на бік Сигізмунда II. Підтримував останнього під час сейму 1562—1563 років.
Помер 12 травня 1563 року в Кракові.